# Diamant de Yaoundé
El Diamant de Yaoundé és un club de futbol camerunès de la ciutat de Yaoundé. Els seus colors eren el blau i el blanc.

## Palmarès
- Lliga camerunesa de futbol:[3]
  - 1966

- Copa camerunesa de futbol:[4]
  - 1964, 1971, 1972

## Futbolistes destacats
- André Kana-Biyik
- Charles Léa
- Emile Mbouh
- Jean-Jacques Missé-Missé